# Kramer Morgenthau
Kramer Morgenthau (Cambridge, 6 giugno 1966) è un direttore della fotografia statunitense.

## Biografia
Ha frequentato l'University of Rochester, dove si è laureato nel 1989, e il Rochester Institute of Technology. Nel corso della sua carriera ha ottenuto tre candidature agli ASC Awards e cinque ai premi Emmy.
È membro dell'American Society of Cinematographers. Nel 2008 è stato invitato anche ad iscriversi all'Academy of Motion Picture Arts and Sciences.

## Filmografia

### Direttore della fotografia
- Real Sex, serie TV documentaristica (1992)
- Multiple Futures, regia di Alyce Wittenstein (1995)
- Union, regia di Jonathan Yudis – cortometraggio (1995)
- Varga Girl, regia di Wolfgang Hastert – documentario (1995)
- Give a Damn Again, regia di Adam Isidore (1995)
- Piccole meraviglie, (Small Wonders) regia di Allan Miller – documentario (1995)
- Victor, regia di Freddy Vargas – cortometraggio (1995)
- Synthetic Pleasures, regia di Iara Lee – documentario (1995)
- Joe & Joe, regia di David Wall (1996)
- Dogtown, regia di George Hickenlooper (1996)
- Destination Unknown, regia di Nestor Miranda (1997)
- The Big Brass Ring, regia di George Hickenlooper – corto (1997)
- Monte Hellman: American Auteur, regia di George Hickenlooper – documentario (1997)
- Busby Berkeley: Going Through the Roof, regia di David Thompson – documentario TV (1998)
- Bombay Boys, regia di Kaizad Gustad (1998)
- The Art of Influence, regia di Deborah Dickson e Roberto Guerra – documentario TV (1998)
- Welcome to Hollywood, regia di Tony Markes e Adam Rifkin (1998)
- Music Bridges Over Troubled Waters, regia di Marc Cadieux – documentario (1999)
- The Caseys, regia di Michael Steinberg – film TV (1999)
- The Big Brass Ring, regia di George Hickenlooper (1999)
- Pigeonholed, regia di Michael Swanhaus (1999)
- The Woman Chaser, regia di Robinson Devor (1999)
- American Masters, serie TV documentaristica (1999)
- Wirey Spindell, regia di Eric Schaeffer (2000)
- Cowboys and Angels, regia di Gregory C. Haynes (2000)
- The Dragon, regia di Timothy Linh Bui (2001)
- L'ultimo gigolò (The Man from Elysian Fields), regia di George Hickenlooper (2001)
- Untitled Paul Simms Pilot, regia di Timothy Van Patten – film TV (2002)
- Empire - Due mondi a confronto (Empire), regia di Franc. Reyes (2002)
- Shirtless: Hollywood's Sexiest Men, regia di Elizabeth Meeker – documentario TV (2002)
- Mayor of the Sunset Strip, regia di George Hickenlooper – documentario (2003)
- Dreaming of Julia, regia di Juan Gerard (2003)
- Godsend - Il male è rinato (Godsend), regia di Nick Hamm (2004)
- Three of Hearts: A Postmodern Family, regia di Susan Kaplan – documentario (2004)
- Miles Electric: A Different Kind of Blue, regia di Murray Lerner – documentario (2004)
- The Seinfeld Story, regia di Morgan Sackett – documentario TV (2004)
- The Five People You Meet in Heaven, regia di Lloyd Kramer – film TV (2004)
- Blind Justice, serie TV (2005)
- Havoc - Fuori controllo (Havoc), regia di Barbara Kopple (2005)
- Over There, serie TV (2005)
- The Evidence, serie TV, episodio pilota (2006)
- Saved, serie TV, episodio pilota (2006)
- 14 anni vergine (Full of It), regia di Christian Charles (2007)
- Il caso Thomas Crawford (Fracture), regia di Gregory Hoblit (2007)
- Feast of Love, regia di Robert Benton (2007)
- The Express, regia di Gary Fleder (2008)
- Life on Mars, serie TV, episodio pilota (2008)
- FlashForward, serie TV, episodio pilota (2009)
- Boardwalk Empire - L'impero del crimine (Boardwalk Empire), serie TV, 5 episodi (2010)
- Too Big to Fail - Il crollo dei giganti (Too Big to Fail), regia di Curtis Hanson – film TV (2011)
- The Playboy Club, serie TV, 1 episodio (2011)
- The Factory - Lotta contro il tempo (The Factory), regia di Morgan O'Neill (2012)
- Il Trono di Spade (Game of Thrones), serie TV, 2 episodi (2012)
- Vegas, serie TV, 1 episodio (2012)
- Chef - La ricetta perfetta (Chef), regia di Jon Favreau (2014)
- Terminator: Genisys, regia di Alan Taylor (2015)
- Rebel in the Rye, regia di Danny Strong (2017)
- Fahrenheit 451 – film TV, regia di Ramin Bahrani (2018)
- Darkest Minds (The Darkest Minds), regia di Jennifer Yuh Nelson (2018)
- Creed II, regia di Steven Caple Jr. (2018)
- Respect, regia di Liesl Tommy (2021)
- I molti santi del New Jersey (The Many Saints of Newark), regia di Alan Taylor (2021)
- Spirited - Magia di Natale (Spirited), regia di Sean Anders (2022)
- Creed III, regia di Michael B. Jordan (2023)
- Captain America: Brave New World, regia di Julius Onah (2025)

### Regista
- Over There, serie TV, episodio 1x11 (2005)